# Frankenbergerius nitidus
Frankenbergerius nitidus là một loài bọ cánh cứng trong họ Bọ hung (Scarabaeidae).